# إيزابيل كوري
إيزابيل كوري (بالفرنسية: Isabelle Corey)‏ هي عارضة وممثلة فرنسية، ولدت في 29 مايو 1939 في متز في فرنسا، وتوفيت في 6 فبراير 2011 في كروزون في فرنسا بسبب سرطان.

## وصلات خارجية
- إيزابيل كوري على موقع IMDb (الإنجليزية)
- إيزابيل كوري على موقع ألو سيني (الفرنسية)
- إيزابيل كوري على موقع قاعدة بيانات الفيلم (الإنجليزية)